# Arorae
Arorae est une île de la république des Kiribati, à l’extrême sud de l’archipel des îles Gilbert.

## Géographie
Arorae est un atoll sans lagon, de forme allongée (moins de 10 km de long) pour une superficie variant entre 7,6 et 9,5 km² (selon les sources). Il fait partie de l’archipel des îles Gilbert, et est le plus méridional de cet archipel de 16 atolls. L'île est située dans l’Océan Pacifique sud, à 176° 49' de longitude est et 2° 38' de latitude sud, proche de l’équateur et de la ligne de changement de date (son heure locale compte 12 h d'avance sur UTC).

## Démographie
Arorae comptait 1 225 habitants en 2000, un chiffre qui décroît régulièrement depuis vingt ans et qui est passé sous les 1000 habitants en 2020 (1 470 habitants en 1985) (Source).
Les villages principaux sont Roreti (son nom vient du vaisseau britannique Royalist qui la visita lors de l'établissement du protectorat en 1892), Tamaroa et Taribo (TTO).
Les habitants d’Arorae sont à 99 % protestants (congrégationnalistes). La présence catholique a longtemps été considérée comme taboue, ce qui explique que les habitants d’Arorae soient presque tous protestants.

## Histoire
Peuplée par des populations austronésiennes depuis plusieurs siècles, Arorae fut découverte du point-de-vue occidental en 1809 par le capitaine britannique Patterson.
Des  « pierres de navigation » (Te Atibu-ni-Borau en gilbertin), dalles de corail érigées et pavées à la base, peuvent être trouvées sur cette île. La tradition veut qu’il s’agisse de pointeurs utilisés pour la navigation dans l’Océan Pacifique, mais cette interprétation reste controversée.
Depuis 2003, la vice-présidente de la République des Kiribati est une députée d’Arorae.

## Économie
Un aérodrome, l'aérodrome d'Arorae, Arorae Island Airport (code AITA : AIS ; code OACI : NGTR), permet des liaisons hebdomadaires avec Tarawa-Sud grâce à Air Kiribati. 
L’île est parfois frappée par la sécheresse.